# Léon Derny

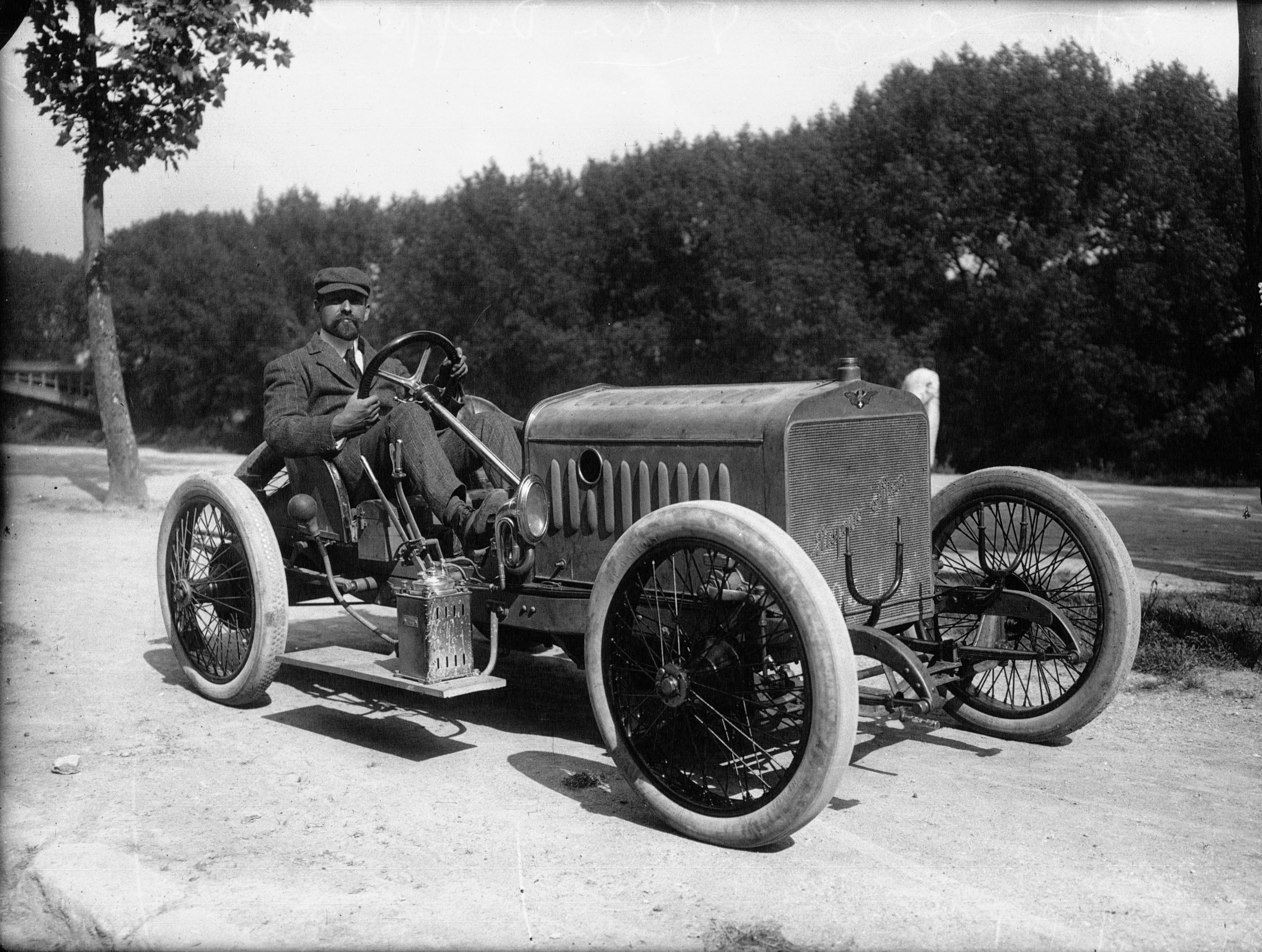
Léon Derny auf einem Hispano-Suiza beim Großen Preis von Frankreich 1912

Léon Henri Ernest Derny (* 1. März 1881 in Belleville-en-Beaujolais; † 15. Januar 1963 in Solingen) war ein französischer Auto- und Motorrad-Rennfahrer.

## Karriere als Rennfahrer
Vor dem Ersten Weltkrieg fuhr Léon Derny einen Geschwindigkeitsrekord für Motorräder. Am 17. Juni 1903 erreichte der auf einer Clément V4 98,63 km/h. Außerdem gewann er 1913 auf einem Springuel-Imperia den Großen Preis von Belgien.
Léon Derny war 1926 bei drei Sportwagenrennen am Start. Als Werksfahrer von Automobiles Georges Irat startete er beim 24-Stunden-Rennen von Le Mans, dem 24-Stunden-Rennen von Spa-Francorchamps und dem Großen Preis von Guipúzcoa. Nur beim Langstreckenrennen in Spa-Francorchamps konnte er sich platzieren. Gemeinsam mit Partner Amedée Rossi beendete er das Rennen als Gesamtelfter.

## Statistik

### Le-Mans-Ergebnisse
| Jahr | Team                     | Fahrzeug                   | Teamkollege  | Platzierung | Ausfallgrund |
| ---- | ------------------------ | -------------------------- | ------------ | ----------- | ------------ |
| 1926 | Automobiles Georges Irat | Georges-Irat Type 4A Sport | Amedée Rossi | Ausfall     | Motorschaden |